# 伊藤忠インタラクティブ
伊藤忠インタラクティブ株式会社（いとうちゅうインタラクティブ、英: ITOCHU INTERACTIVE CO.,LTD.）は、東京都港区に本社を置く日本の゙企業。
伊藤忠商事の完全子会社。

## 概要
伊藤忠商事のデジタルエージェンシー、デザインファームである。

## 沿革
- 1982年 - 伊藤忠商事の情報機器部と、伊藤忠データシステム（現・伊藤忠テクノソリューションズ株式会社）の特機営業部を母体に伊藤忠エレクトロニクス株式会社として設立。2社の輸出・国内営業部の一部を統合し設立される。「C.ITOH」ブランドによるプリンター、X端末などの輸出国内販売、および半導体関連機器の輸入・国内販売を開始。
- 2003年 - ITサービス、インターネットビジネスを中心とした事業に業務内容を転換。 インフォ・アベニュー社より、広告事業を移管。
- 2009年 - インタラクティブマーケティング部を伊藤忠商事より業務移管し、新設。
- 2012年 - 伊藤忠インタラクティブ株式会社に社名変更。
- 2019年 - マイボイスコム株式会社、IIC Digital, Inc.(フィリピン)を子会社化。

## 事業
- デジタルマーケティング
- クリエイティブ／ブランディング
- O2Oプラットフォーム開発
- オムニチャンネルソリューション開発
- BtoC／CtoCサービス開発
- ビジネスイノベーション／インキュベーションサービス開発
- IRコミュニケーション（IRブランディング・IRサイト制作）

## 関連会社
- 伊藤忠商事

### グループ会社
- マイボイスコム株式会社 - インターネットリサーチサービス
- IIC Digital, Inc. - デジタルプロダクトの企画・開発・ローカライズ